# کهیری (نیک‌شهر)
کهیری، روستایی در دهستان کهیری بخش آهوران شهرستان نیک‌شهر در استان سیستان و بلوچستان ایران است. این روستا مرکز دهستان کهیری است.

## جمعیت
بر پایه سرشماری عمومی نفوس و مسکن در سال ۱۳۹۵، جمعیت این روستا برابر با ۲۲۷ نفر (۶۸ خانوار) بوده است.